# Tomoe Hanba
Tomoe Hanba (jap. 半場 友恵 Hanba Tomoe; ur. 9 czerwca 1972 w Tokio) – japońska seiyū i aktorka dubbingowa związana z Arts Vision.

## Wybrane role
- 1995: Shin-chan –
  - Takuya,
  - kelnerka
- 1996: B-Fighter Kabuto – Bit
- 1997: Yūsha Ō Gaogaigar – Mikoto Utsugi
- 1999: Turn A Gundam – Flex
- 1999: Great Teacher Onizuka – Hidemi Ota
- 2000: Hamtaro – wielkie przygody małych chomików – Kurihara Kurumi
- 2000: Gakkō no kaidan –
  - Kinjiro Ninomiya,
  - Miyo Kiyohara
- 2001: Król szamanów – Matilda Matisse
- 2002: Full Metal Panic! – Mayuko Uchida
- 2002: Tokyo Mew Mew –
  - Satsuki Toshino,
  - Saioniji Temple Kanna
- 2002: Princess Tutu – Hermia
- 2002: Naruto – Yakumo Kurama
- 2002: Haibane renmei: Stowarzyszenie szaropiórych – Sumika
- 2002–2009: Pokémon – różne postacie
- 2003: Last Exile – Luciola